# Pirâmide de Karlsruhe

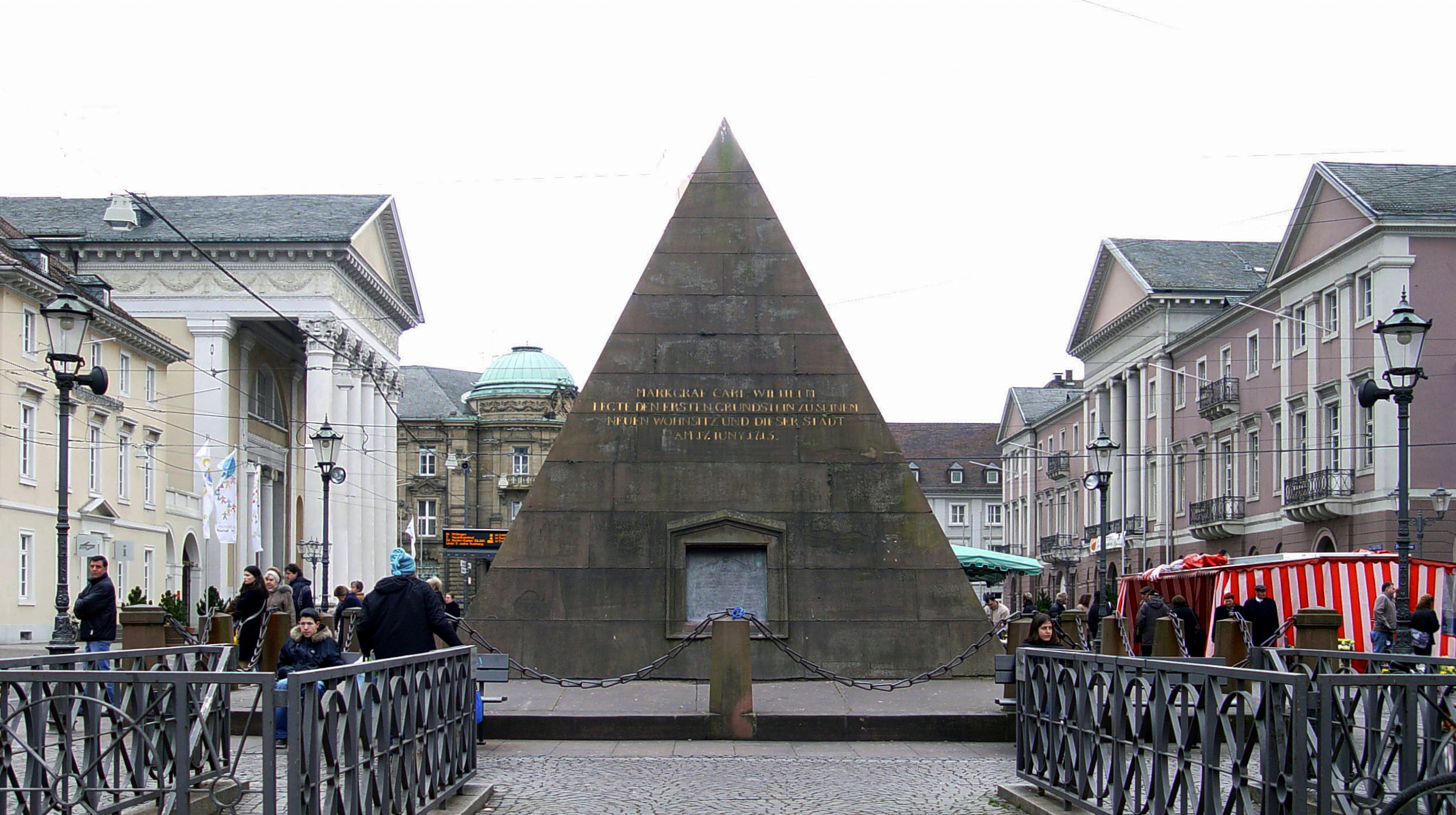
Pirâmide de Karlsruhe, Marktplatz

A Pirâmide de Karlsruhe (em alemão:  Karlsruher Pyramide) está localizada no centro da Marktplatz de Karlsruhe, sendo um de seus principais monumentos.
A pirâmide de arenito foi construída de 1823 a 1825, projetada por Friedrich Weinbrenner, sobre a sepultura do marquês Carlos III Guilherme de Baden-Durlach, fundador de Karlsruhe. Em seu local localizava-se até 1807 a Konkordienkirche (Karlsruhe), sendo Carlos Guilherme de Baden-Durlach sepultado em sua catacumba. A pirâmide tem 6,81 metros de altura e a aresta de sua base 8,04 metros.
Após a demolição da igreja foi construído inicialmente uma pirâmide de madeira sobre seu sepulcro. Em 1940 os direitos sobre a pirâmide tramitaram da casa de Baden à cidade. No entanto atualmente a permissão de acesso ao interior da pirâmide depende de permissão da casa de Baden.